# Riu Ega
L'Ega és un riu del nord d'Espanya, afluent, per l'esquerra, de l'Ebre (113 km), que discorre gairebé completament per Navarra. De règim pluvial oceànic, neix a Àlaba, prop de Lagrán, a la Serralada Cantàbrica, d'on es dirigeix cap a l'est, seguint una vall estreta i fonda fins a Estella, on rep les aigües de l'Urederra. Des d'aleshores agafa la direcció sud i s'encaixa en els materials tous de l'Oligocè, fins a arribar a la seva desembocadura en el riu Ebre, a la localitat navarresa de San Adrián.